# Sadam Magomédov
Sadam Ramazánovich Magomédov (en ruso: Садам Рамазанович Магомедов; Mazada, 17 de febrero de 1992) es un deportista ruso, de origen daguestano, que compite por Serbia en boxeo.
En los Juegos Europeos de Bakú 2015 obtuvo una medalla de bronce en el peso pesado. Ganó una medalla de bronce en el Campeonato Europeo de Boxeo Aficionado de 2024, en el mismo peso.

## Palmarés internacional
| Representando a Rusia  |                   |                   |           |
| Juegos Europeos        |                   |                   |           |
| Año                    | Lugar             | Medalla           | Categoría |
| 2015                   | Bakú (Azerbaiyán) | Medalla de bronce | 91 kg     |
| Representando a Serbia |                   |                   |           |
| Campeonato Europeo     |                   |                   |           |
| Año                    | Lugar             | Medalla           | Categoría |
| 2024                   | Belgrado (Serbia) | Medalla de bronce | 92 kg     |